# Ґісель (Вармінсько-Мазурське воєводство)
Ґісель (пол. Gisiel, нім. Geislingen) — село в Польщі, у гміні Дзьвежути Щиценського повіту Вармінсько-Мазурського воєводства.
Населення — 107 осіб (2011).

## Демографія
Демографічна структура станом на 31 березня 2011 року:
|          | Загалом | Допрацездатний вік | Працездатний вік | Постпрацездатний вік |
| -------- | ------- | ------------------ | ---------------- | -------------------- |
| Чоловіки | 52      | 15                 | 33               | 4                    |
| Жінки    | 55      | 16                 | 30               | 9                    |
| Разом    | 107     | 31                 | 63               | 13                   |